# 結界師 (アニメ)
『結界師』（けっかいし）は、週刊少年サンデーに連載された田辺イエロウの同名の漫画を原作としたテレビアニメである。
登場人物とそれを演じる声優については「結界師の登場人物」を参照のこと。

## 概要
- 2006年10月16日から読売テレビ発日本テレビ系列（NNS）29局ネットで月曜夜7時に放送開始。地上デジタル放送ではハイビジョンで放送。地上アナログ放送では13:9で放送されていたが、深夜移行後、日テレの地上波アナログ放送では13:9ではなく、4:3サイズになった。改変時期の特番放送のため、前番組『ブラック・ジャック21』終了（2006年9月4日）から一カ月以上の間隔を空けてからスタートしている。
- サンライズ第1スタジオが製作、主要キャストは『CLUSTER EDGE』『焼きたて!!ジャぱん』での布陣を一部踏襲している。
- ナレーションは本編で墨村正守役を演じる宮内敦士が担当。
- 2007年9月10日の1時間スペシャル（36話・37話）をもって月曜19時00分 - 19時30分での放送を終了した。関西・関東地区では、深夜アニメとして引き続き放送されたほか、一部地域でも放送日時を変えた上で放送を続行した。
- 深夜枠のアニメとしては異例の字幕放送を実施していた（ただし、本作品と同時期に開始したTBS系の深夜アニメではTBS・毎日放送制作の全作品で行われていた）。
- 北米ではビズメディアが配給権を取得[1]、 2010年1月からはHuluでオンライン配信が開始され[2]、2010年5月29日からアダルトスイムでの放映が始まった[3]。

### 放映の動向
視聴率は初回から低迷、その後も好転の気配も見せなかったことから、シリーズ途中でゴールデンタイム帯全国ネットから深夜放送（一部地域は別時間帯）・ローカルセールス枠へ移動した。その詳細を記す。

#### 視聴率について
初回から視聴率で苦戦を強いられた。番組プロデューサーの諏訪道彦もytvアニメ公式サイト内にある自身のブログ『スワッチのアニメ日記』（以下“アニメ日記”）2006年10月23日分において関東地区で低視聴率であることを明かし、この日以降も「もっとみんなに見てもらいたい」などのコメントをたびたび掲載、『名探偵コナン』の掲示板にも『結界師』の視聴を訴える「お願い」をするほどであった。

#### 放送形態変更まで
2007年8月15日に発売された月刊テレビ情報誌「TV Japan」（東京ニュース通信社）同年9月号に「9月10日の放送を持って最終回」と掲載。この報道を受け、諏訪プロデューサーは“アニメ日記”同年8月20日分で製作・放映続行をアピールしたが、以後発売された情報誌にも同様の情報が掲載された。これに対し諏訪プロデューサーは“アニメ日記”同年8月27日分において月曜19時台での放送終了を認めるコメントをしたが、その一方で、製作・放送続行もアピールした。
諏訪プロデューサーの懸命の活動も視聴率好転には結びつかないまま、最終的には2007年9月10日の1時間スペシャルをもって月曜19時台・ゴールデンタイム・全国枠においては「放送終了」となった。諏訪プロデューサーの公式ブログによれば、シナリオは42話分まで作られていたが、これよりも短い話数で月曜夜7時枠での放送は終了となった。また、「ゴールデンタイムからの撤退は残念だが、関係者の尽力で本来なら9月10日分で完全に終了（=打ち切り）となる所を追加制作できることになった。放送してもらえる放送局を増やすために努力している」とコメントしている。諏訪プロデューサーはその月曜夜7時枠「最終回」の放送日の日付の“アニメ日記”においても視聴率上昇を訴えたが、結果は7.0%と、初回を上回る程度に留まった。なお、放送期間中の視聴率が10%に達したことは一度も無かった。月曜19時台・ゴールデンタイム・全国枠においての「最終回」は、志々尾限の最期が描かれたものの、「今後も物語は続く」という内容だった。

#### 放送形態変更決定以降
2007年10月以降はローカル放送形態に移行して放送され、第52話で完結した。放送情報については別項を参照。この形態での最終回は原作が終了していないこともあり、「これからも結界師としての職業は続いている」ことを示唆する打ち切りによくある終わり方であった。
“アニメ日記”2007年9月10日付の中で諏訪プロデューサーは、放送続行が決まっていない地域のファンに対し、居住地域のNNS加盟局に対して放送続行・再開の声を寄せるように呼びかけたが、NNS加盟全局での放送続行・再開は実現しなかった。

#### その後のサンライズの分社化
1996年『ガンバリスト! 駿』以降、『犬夜叉』までを製作していたサンライズは、2015年4月にキッズ・ファミリー向け部門を分社化したバンダイナムコピクチャーズが設立。『駿』などの作品に関係なくそのオリジナルアニメを強調とする『クラシカロイド』や『最響カミズモード!』などの作品が次々と誕生している。

## 各話リスト

### 2007年9月以前
| 話数 | サブタイトル         | 脚本       | 演出              | コンテ         | 作画監督                             | 放送日          | 視聴率 |
| ---- | -------------------- | ---------- | ----------------- | -------------- | ------------------------------------ | --------------- | ------ |
| 1    | 右腕の傷             | 大野木寛   | 佐藤照雄          | こだま兼嗣     | 高谷浩利                             | 2006年 10月16日 | 6.3%   |
| 2    | 良守と時音           | 大野木寛   | 藤田陽一          | こだま兼嗣     | 戸部敦夫                             | 2006年 10月16日 | 6.3%   |
| 3    | 美しき鬼使い         | 大野木寛   | 小倉宏文          | まついひとゆき | 中島里恵                             | 10月23日        | 6.3%   |
| 4    | 彼女の大事なもの     | 大野木寛   | 菱田正和 京極尚彦 | こだま兼嗣     | 菱沼義仁                             | 10月30日        | 6.3%   |
| 5    | お菓子な人間霊       | 加藤陽一   | 松浦錠平          | 山本恵         | 曽我篤史                             | 11月6日         | 6.8%   |
| 6    | 烏森の宵桜           | 山田かおり | 鳥羽聡            | 青木康直       | 榎本勝紀                             | 11月13日        | 7.0%   |
| 7    | 最高のケーキ!        | 加藤陽一   | 綿田慎也 佐藤照雄 | こだま兼嗣     | 杉本幸子                             | 11月20日        | 6.6%   |
| 8    | 良守な日々           | 隅沢克之   | 藤田陽一          | まついひとゆき | 中島里恵                             | 11月27日        | 7.1%   |
| 9    | 危険な高校教師       | 岸本みゆき | 鳥羽聡            | 青木康直       | 榎本勝紀                             | 12月4日         | 7.6%   |
| 10   | 式神チョコバトル     | 高橋哲子   | 池畠博史          | 池畠博史       | 滝口禎一                             | 2007年 1月15日  | 7.1%   |
| 11   | 鋼夜と斑尾           | 大野木寛   | 松浦錠平          | 笹木信作       | 曾我篤史                             | 1月22日         | 6.6%   |
| 12   | 妖犬斑尾封印         | 大野木寛   | 菱田正和 京極尚彦 | まついひとゆき | 戸部敦夫                             | 1月29日         | 7.3%   |
| 13   | 夜行の頭領正守登場   | 山田かおり | 小倉宏文          | こだま兼嗣     | 榎本勝紀                             | 2月5日          | 6.9%   |
| 14   | 正守のたくらみ       | 加藤陽一   | 小山田桂子        | 矢野雄一郎     | 今木宏明                             | 2月12日         | 8.1%   |
| 15   | 良守の野望           | 隅沢克之   | 佐藤照雄          | 浜津守         | 菱沼義仁                             | 2月19日         | 7.6%   |
| 16   | 無色沼のウロ様       | 大野木寛   | 松浦錠平          | 笹木信作       | 曾我篤史                             | 2月26日         | 7.6%   |
| 17   | それは神の領域       | 大野木寛   | 藤田陽一          | 青木康直       | 中島里絵                             | 3月5日          | 7.2%   |
| 18   | 末っ子利守の日々     | 加藤陽一   | 京極尚彦 菱田正和 | 京極尚彦       | 榎本勝紀                             | 3月12日         | 7.5%   |
| 19   | 白き羽の襲撃者       | 隅沢克之   | 小山田桂子        | まついひとゆき | 末永宏一                             | 4月16日         | 8.6%   |
| 20   | 不気味な監視者       | 隅沢克之   | 鳥羽聡            | 矢野雄一郎     | 前澤弘美 しんごーやすし              | 4月23日         | 8.4%   |
| 21   | 非情な転校生志々尾限 | 大野木寛   | 佐藤照雄          | 佐藤照雄       | 菱沼義仁                             | 5月7日          | 7.7%   |
| 22   | 裏会からの使者       | 山田かおり | 松浦錠平          | まついひとゆき | 曾我篤史                             | 5月14日         | 7.8%   |
| 23   | 狙われた正統継承者   | 岸本みゆき | 小倉宏文          | 青木康直       | 小松英司 榎本勝紀                    | 5月21日         | 8.0%   |
| 24   | 限と恋のアタック     | 高橋哲子   | 京極尚彦 菱田正和 | こだま兼嗣     | 榎本勝紀                             | 6月4日          | 6.8%   |
| 25   | 時音にイケメン       | 加藤陽一   | 綿田慎也          | 綿田慎也       | 中島里恵                             | 6月18日         | 6.8%   |
| 26   | 良守がいない夜       | 加藤陽一   | 綿田慎也          | まついひとゆき | 米山浩平 池田有 (中村プロダクション) | 6月25日         | 7.0%   |
| 27   | 最高幹部十二人会     | 大野木寛   | 鳥羽聡            | 青木康直       | 前澤弘美                             | 7月2日          | 7.3%   |
| 28   | 黒芒楼の宣戦布告     | 大野木寛   | 松浦錠平          | 西澤晋         | 曾我篤史                             | 7月9日          | 5.8%   |
| 29   | 呪力封じの魔方陣     | 大野木寛   | 藤田陽一          | 戸部敦夫       | 戸部敦夫                             | 7月23日         | 6.7%   |
| 30   | 烏森の適任者         | 山田かおり | 鳥羽聡            | 加瀬充子       | 榎本勝紀                             | 7月30日         | 6.4%   |
| 31   | 志々尾驚きの経歴     | 大野木寛   | 佐藤照雄          | 佐藤照雄       | 菱沼義仁                             | 8月6日          | 5.9%   |
| 32   | 強烈な亜十羅の試練   | 岸本みゆき | 綿田慎也          | 青木康直       | 中島里恵                             | 8月13日         | 5.1%   |
| 33   | 急げ繁じい本気走り   | 加藤陽一   | 松浦錠平          | 浜津守         | 曾我篤史                             | 8月20日         | 5.9%   |
| 34   | 卵から声闇の誘い     | 山田かおり | 鳥羽聡            | 加瀬充子       | 米山浩平 池田有                      | 8月27日         | 5.0%   |
| 35   | 迫り来る黒芒楼       | 大野木寛   | 綿田慎也          | 青木康直       | 菱沼義仁                             | 9月3日          | 4.7%   |
| 36   | 烏森炎上             | 大野木寛   | 藤田陽一 佐藤照雄 | こだま兼嗣     | 高谷浩利                             | 9月10日         | 7.0%   |
| 37   | 志々尾限最期の戦い   | 大野木寛   | 藤田陽一 佐藤照雄 | こだま兼嗣     | 高谷浩利                             | 9月10日         | 7.0%   |

2006年12月13日〜2007年1月8日、3月19日〜4月9日、4月30日、5月28日、6月11日、7月16日は特番のため、放送休止。

### 2007年11月以降
| 話数 | サブタイトル   | 脚本                | 演出              | コンテ         | 作画監督 | 放送日         | 視聴率 |
| ---- | -------------- | ------------------- | ----------------- | -------------- | -------- | -------------- | ------ |
| 38   | それぞれの鎮魂 | 山田かおり 大野木寛 | 小倉宏文          | 青木康直       | 前澤弘美 | 11月1日        | 1.2%   |
| 39   | 烏森の謎       | 大野木寛            | 鳥羽聡            | 西澤晋         | 榎本勝紀 | 11月15日       | 1.7%   |
| 40   | 黒芒への道     | 高橋哲子            | 綿田慎也          | 綿田慎也       | 榎本勝紀 | 11月22日       | 1.6%   |
| 41   | 特訓の日々     | 加藤陽一            | 藤田陽一          | 佐藤照雄       | 中島里恵 | 11月29日       | 1.8%   |
| 42   | 夜行の面々     | 岸本みゆき 大野木寛 | 佐藤照雄 京極尚彦 | 青木康直       | 榎本勝紀 | 12月6日        | 1.2%   |
| 43   | 暗雲の再来     | 山田かおり          | 鳥羽聡            | 戸部敦夫       | 榎本勝紀 | 12月20日       | 1.2%   |
| 44   | 烏森の激戦     | 大野木寛            | 綿田慎也          | 加瀬充子       | 高谷浩利 | 2008年 1月10日 | 2.0%   |
| 45   | 黒芒楼の人柱   | 大野木寛            | 藤田陽一          | 笹木信作       | 中島里恵 | 2008年 1月10日 | 1.6%   |
| 46   | 異界の迷路     | 岸本みゆき 大野木寛 | 佐藤照雄          | 青木康直       | 榎本勝紀 | 1月17日        | 2.1%   |
| 47   | 因縁の決着     | 加藤陽一            | 小倉宏文          | 小倉宏文       | 前澤弘美 | 1月17日        | 1.4%   |
| 48   | 崩れゆく城郭   | 高橋哲子            | 綿田慎也          | 凛々雅由紀     | 榎本勝紀 | 1月24日        | 2.5%   |
| 49   | 哀しき妖花     | 山田かおり          | 鳥羽聡            | まついひとゆき | 榎本勝紀 | 1月31日        | 1.7%   |
| 50   | 最終決戦       | 大野木寛            | 佐藤照雄          | こだま兼嗣     | 中島里恵 | 2月7日         | 2.0%   |
| 51   | 良守と火黒     | 大野木寛            | 綿田慎也          | 戸部敦夫       | 戸部敦夫 | 2月14日        | 1.5%   |
| 52   | 黒芒楼の終焉   | 大野木寛            | 鳥羽聡            | 青木康直       | 高谷浩利 | 2月21日        | 2.4%   |

放送日は日本テレビより。2007年11月8日、12月13日、27日、2008年1月3日は休止。
- 平均視聴率：6.9%（2007年9月以前） / 1.7%（2007年11月以降）
- 視聴率は関東地区・ビデオリサーチ社調べ。

## スタッフ[4]
- 原作 - 田辺イエロウ（小学館「少年サンデーコミックス」刊）
- 監督 - こだま兼嗣
- シリーズ構成 - 大野木寛
- キャラクターデザイン - 高谷浩利
- 妖デザイン - 大河広行
- デザイン協力 - 戸部敦夫、玄馬宣彦、石垣純哉
- 美術監督 - 池田繁美
- 色彩設計 - 赤間三佐子
- 撮影監督 - 小川滋見
- 編集 - 鶴渕友彰
- 音響監督 - 木村絵理子
- 音楽 - 岩崎琢
- プロデューサー - 永井幸治、小形尚弘
- チーフプロデューサー - 諏訪道彦、富岡秀行
- アニメーション制作 - サンライズ
- 製作 - よみうりテレビ→ytv[注 4]・サンライズ

## 主題歌

### オープニングテーマ
「Sha la la -アヤカシNIGHT-」
作詞・作曲 - 稲葉浩志 / 編曲 - 葉山たけし / 歌 - 宇浦冴香

### エンディングテーマ
「赤い糸」（第1話 - 第15話、第38話、第40話、第48話、第52話）
作詞・作曲・歌 - 稲葉浩志 / 編曲 - 葉山たけし
「世界中どこを探しても」 （第16話 - 第23話、第39話、第44話、第51話）
作詞・作曲・歌 - 北原愛子 / 編曲 - 葉山たけし
「マイミライ」（第24話〜第30話、第41話、第46話、第49話）
作詞・作曲 - 稲葉浩志 / 編曲 - 葉山たけし / 歌 - 宇浦冴香
「休憩時間10分」（第31話 - 第37話、第42話、第43話、第45話、第47話、第50話）
作詞・歌 - 宇浦冴香 / 作曲 - 稲葉浩志 / 編曲 - 葉山たけし

### サウンドトラック
『「結界師」オリジナルサウンドトラック』
作曲・編曲 - 岩崎琢（主題歌を除く）

## 放映フォーマット
他のアニメとは若干異なる放映形式をとっている。
- オープニング→スポットCM→提供バック→Aパート→スポンサードCM→Bパート（途中、提供クレジットを画面下に2列で表示。コメントなし）→スポットCM→Cパート→エンディング&次回予告→コナンとのショートアニメ（第35話まで）

プロデューサーの諏訪道彦は、本編中に提供クレジットをスーパーインポーズで表示する形式について、「公式サイトの掲示板に邪魔なので表示をさけてほしいという意見が寄せられているが、少しでも本編の時間を増やすためにスタッフが努力した結果、本来であれば提供画面を流す時間に本編を流しているので理解してほしい」と説明している（CS放送における再放送では提供クレジットの表示は一切入っていない）。また、2008年7月9日付けではバラエティ番組などではよくある手法で、アニメでは本作品がおそらく初めてで他の枠のアニメではほとんどないとしていたが、その後『コードギアス 反逆のルルーシュR2』、『西洋骨董洋菓子店』など他局のアニメでもこの手法を採る作品が現れている。次回予告もエンディング曲に内包されている。

### ショートムービー
月曜7時放送時代は、本作品のエンディングが終わった後にCMを挟まず、『名探偵コナン』のオープニングへと続くショートムービーが毎週放送されていた。
初代（2006年10月 - 12月）
「?」が現れ、良守が「結!」と囲もうとして追いかけるが、捕まえられず、時音に「迷宮入りになるよ」と言われ、そこに江戸川コナンが登場して「その謎だけは結界だけでは捕まえられない、『名探偵コナン』、スタート!」と言う。
2代目（2007年1月 - 3月）
妖を追いかける良守。主役交代を断ろうとするが、「だだをこねない」と時音に式神を出され、良守は画面外に追い出される。その時、時音も画面外に出てコナンが登場し、「妖ショータイムから、謎解きショータイムへスタート!!」と言う。コナンの左肩には式神が乗っている。
3代目（2007年4月 - 7月2日）
時音とコナンがレジャーシートの上に座ってお茶を飲んでいる間、良守はケーキを作っている。その後、良守がコナンに「このケーキを食べて、これから30分がんばってくれ!」と言う。
4代目（2007年7月9日 - 9月3日）
良守が式神にケーキを持たせて結界を張った後、皿を取りに去る。その後、「解」と言って結界を解除したコナンが時音と一緒に良守のケーキを食べているところへ良守が登場し、「結界を張ってたのにー」と言いながら肩を落とす。

## 放送局

### 2007年9月以前
| 放送局                         | 放送期間                       | 放送日時           |
| ------------------------------ | ------------------------------ | ------------------ |
| 読売テレビ・日本テレビ系列29局 | 2006年10月16日 - 2007年9月10日 | 月曜 19:00 - 19:30 |

### 2007年10月以降
| 放送対象地域   | 放送局             | 放送期間                                                  | 放送時間 | 備考                          |
| -------------- | ------------------ | --------------------------------------------------------- | --- | ----------------------------- |
| 近畿広域圏     | 読売テレビ         | 2007年10月16日 - 2008年2月12日                            | 月曜 25:59 - 26:29 | 製作局 MONDAY PARK第1部       |
| 山形県         | 山形放送           | 2007年10月20日 - 2008年2月16日                            | 土曜 5:15 - 5:45 |                               |
| 秋田県         | 秋田放送           | 2007年10月22日 - 2008年2月18日                            | 月曜 15:55 - 16:25 |                               |
| 関東広域圏     | 日本テレビ         | 2007年11月2日 - 2008年2月22日                             | 木曜 26:29 - 26:59 | [ 注 8 ]                      |
| 北海道         | 札幌テレビ         | 2008年1月7日 - 3月18日                                    | 1月7日 - 1月9日：9:55 - 10:55 1月10日：9:55 - 10:25 月曜 25:34 - 26:04                                                                      |                               |
| 鳥取県・島根県 | 日本海テレビ       | 2007年12月25日 - 27日・29日 2008年1月31日・2月1日・2月8日 | 12月25日 - 12月27日：9:55 - 10:25 12月26日・27日：15:55 - 16:55 12月29日：9:25 - 10:55 1月31日・2月8日：15:55 - 16:55 2月1日：15:55 - 16:25 | 集中放送                      |
| 長野県         | テレビ信州         | 2008年4月6日 - 7月13日                                    | 土曜 25:50 - 26:20 |                               |
| 日本全域       | 日テレプラス       | 2008年4月6日 - 2009年3月22日                              | 日曜 22:30 - 23:00 | CSチャンネル                  |
| 広島県         | 広島テレビ         | 2008年7月2日 - 10月8日                                    | 火曜 26:29 - 26:59 |                               |
| 大分県         | テレビ大分         | 2008年7月29日 - 8月29日                                   | 平日 9:55 - 10:25 | 集中放送                      |
| 日本全域       | キッズステーション | 2009年4月1日 -                                            | 月曜 - 木曜 18:00 - 18:30 土曜 19:00 - 20:00（2話連続）                                                                                     | CSチャンネル リピート放送あり |

2007年6月16日より、台湾のテレビ局『台湾電視台』でも放送された。

## 映像ソフト化
本編のDVDは2007年2月21日 - 2008年6月18日発売。全17巻。

## 関連書籍
- 結界師 設定資料集 - 2006年11月発売。出版はムービック。